# Leopoldstädter Tempel
Il Leopoldstädter Tempel, oggi scomparso, era una sinagoga monumentale in stile neomoresco, che si trovava a Vienna in Austria. Costruito nel 1858, per la sua celebrata architettura è stato il prototipo per le numerose sinagoghe edificate nello stesso stile in Europa nella seconda metà del XIX secolo. Fu distrutto dai nazisti nella notte tra il 9 e il 10 novembre 1938 (Kristallnacht).

## Storia
Nell'Ottocento la comunità ebraica di Vienna viveva un rapido incremento demografico che in pochi decenni l'avrebbe portata a decuplicare i propri membri fino a superare le 200.000 unità agli inizi del Novecento. La completa emancipazione significava anche la caduta delle ultime norme che ancora nella prima metà dell'Ottocento limitavano la costruzione di nuove sinagoghe. Era ora possibile, oltre che necessario, costruire grandi sinagoghe monumentali, capaci di accogliere migliaia di fedeli e al tempo stesso di rendere manifesto l'orgoglio ebraico per la conquistata libertà.
La costruzione dell'imponente Leopoldstädter Tempel fu completata tra il 1854 e il 1858 su progetto dell'architetto Ludwig Förster. La cerimonia di consacrazione fu officiata il 15 luglio 1858 dal rabbino Adolf Jellinek.
Nei decenni della loro attività famosi rabbini e cantori si susseguono nel servizio liturgico. Lavori di restauro e abbellimento furono compiuti nel 1898, 1905, e soprattutto tra il 1917 e il 1921, per riparare ai danni di un incendio. L'edificio era e rimase la più grande sinagoga tra le oltre novanta che esistevano a Vienna prima dell'Olocausto.

## Architettura

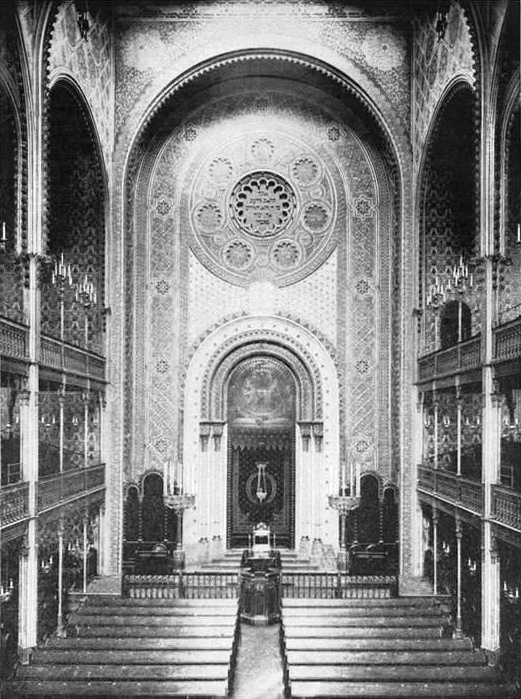
Interno del Leopoldstädter Tempel in una foto d'epoca

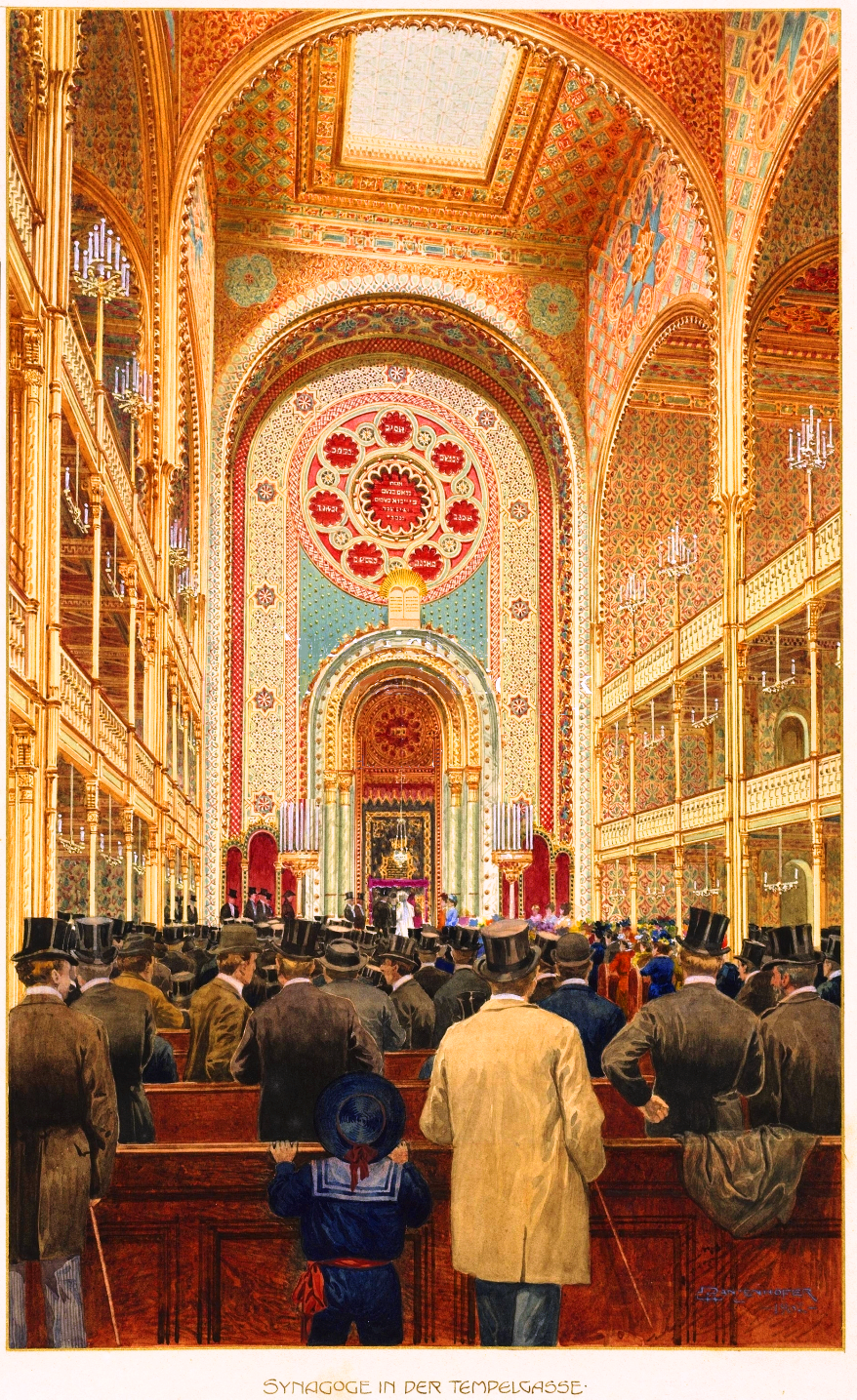
Matrimonio nel tempio (pittura di Emil Ranzenhofer, ca. 1900)

Per il grandioso edificio, l'architetto Förster disegnò una facciata tripartita in corrispondenza dell'impianto interno basilicale a tre navate. Lo stile orientale era esaltato dal tetto piatto e dall'aggiunta di piccole torrette (simili a minareti) sulla fronte e sui fianchi dell'edificio, separati da un cornicione con nicchie orientali. Aperture simili a medaglioni in stile islamico sostituivano le rosette tradizionali delle chiese. La facciata era decorata con mattoni di terracotta di colore rosso e giallo.
L'interno era anch'esso riccamente decorato con motivi geometrici orientalizzanti. Due piani di matroneo si ergevano sopra le navate laterali. L'arca dell'alleanza era collocata nell'abside centrale con davanti il leggio affiancato dai grandi candelabri e separato dalla navata da una balaustra. La sinagoga poteva ospitare 2.240 persone a sedere e altre 1.500 in piedi.
Lo stile neomoresco permetteva di riprendere la struttura familiare delle chiese cristiane distinguendosene però immediatamente per quella sensazione di "distanza" generata da uno stile inusuale e "esotico". La costruzione fece così tanta sensazione per la sua novità, praticità e magnificenza da divenire immediatamente il modello principale di riferimento per numerose altre sinagoghe costruite in quegli anni in Europa, da Zagabria a Budapest, incluse le sinagoghe italiane di Vercelli e di Firenze.
Il progetto di Förster si completava con l'edificazione, ai due lati della sinagoga, di due stretti edifici ove trovavano spazio gli annessi uffici della comunità e del collegio rabbinico.

## Distruzione
Il Leopoldstädter Tempel fu una delle oltre 1400 sinagoghe distrutte dalle milizie naziste in Germania e Austria nel 1938, durante la cosiddetta Notte dei cristalli. Il luogo di culto fu completamente divorato dalle fiamme. Rimasero in piedi solo le due ali laterali dove erano ospitati gli edifici della comunità. I libri ivi custoditi della biblioteca del seminario rabbinico furono posti in salvo nel 1943 grazie alla coraggiosa iniziativa dello studioso cattolico Kurt Schubert (1923-2007), che in seguito divenne preside dell'Istituto di Studi Ebraici a Vienna. La collezione è ora a Gerusalemme.
Dopo la seconda guerra mondiale la sinagoga non venne ricostruita e le rovine furono rimosse. Lo Stadttempel, unica sinagoga viennese sopravvissuta alla distruzioni dell'Olocausto, divenne il principale luogo di culto dei pochi ebrei superstiti. Nel 1951 uno dei due edifici laterali (quello meridionale) del Leopoldstädter Tempel fu anch'esso demolito perché era pericolante e al suo posto fu costruita un'abitazione. L'ala nord, l'unica parte restante della costruzione originale, è ancora utilizzata dalla comunità ebraica di Vienna, mentre la parte centrale, quella un tempo occupata dalla sinagoga è stata anch'essa occupata da nuove abitazioni.

## La memoria
L'esistenza della sinagoga è oggi ricordata da tre memoriali. Anzitutto una lapide commemorativa, in ebraico e tedesco, è stata posta nel 1990 nel luogo dove una volta sorgeva la sinagoga. Recita l'iscrizione:
"Hier befand sich der Leopoldstädter Tempel, der im Jahre 1858 nach Plänen von Architekt Leopold Förster im maurischen Stil errichtet und am 10. November 1938 in der sogenannten "Reichskristallnacht" von den nationalsozialistischen Barbaren bis auf die Grundmauern zerstört wurde. -Israelitische Kultusgemeinde Wien" (Qui sorgeva il Leopoldstädter Tempel, costruito nel 1858 in stile moresco secondo il progetto dell'architetto Leopold Förster; solo le fondamente rimangono di ciò che fu completamente distrutto dalla barbarie nazista nella cosiddetta "notte dei cristalli", il 10 novembre 1938).
Un mosaico a colori, raffigurante la sezione centrale della facciata della sinagoga, è collocato sul muro della casa all'angolo di via Tempelgasse.
Infine davanti al luogo dove sorgeva la sinagoga sono state erette, su progetto dell'architetto Martin Kohlbauer, quattro colonne bianche che corrispondono in altezza e proporzione alle quattro torrette che scandivano l'originaria facciata tripartita.

## Galleria d'immagini

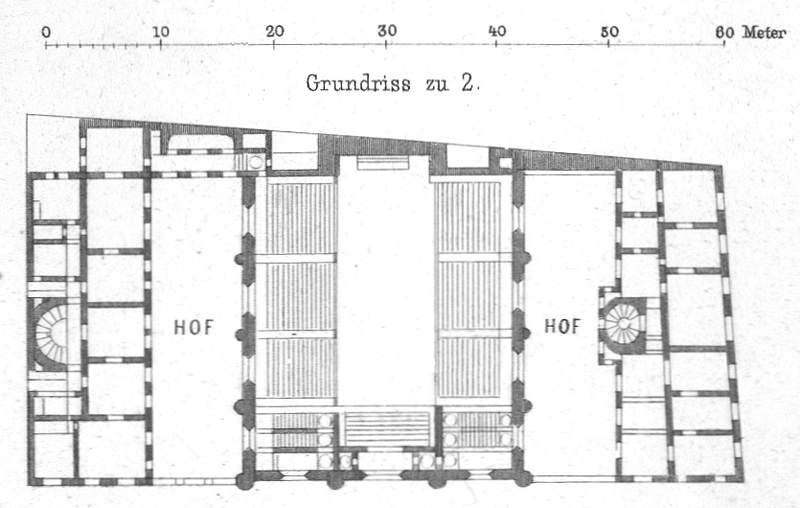
Piani di costruzione della sinagoga: la pianta
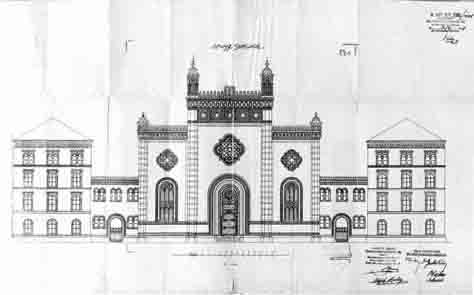
Piani di costruzione della sinagoga: la facciata
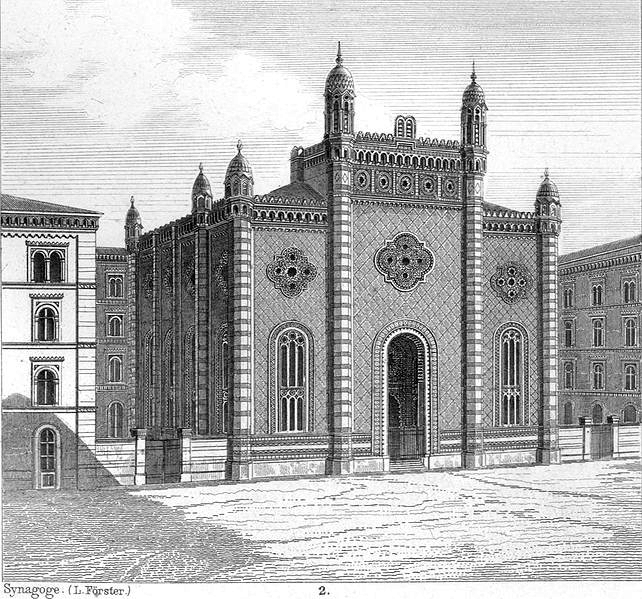
La sinagoga (ca. 1879)
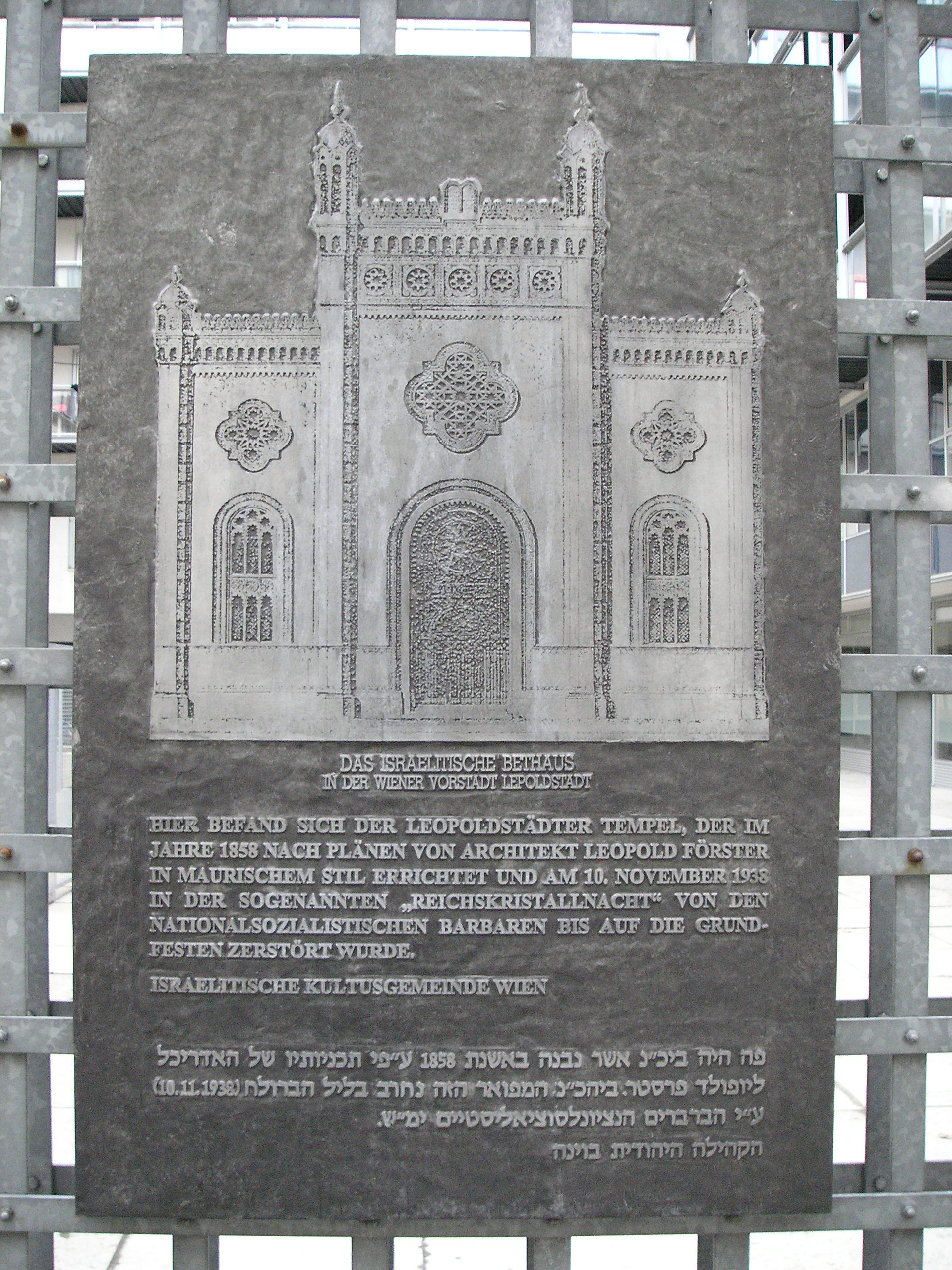
Lapide memoriale sul luogo dove sorgeva la sinagoga
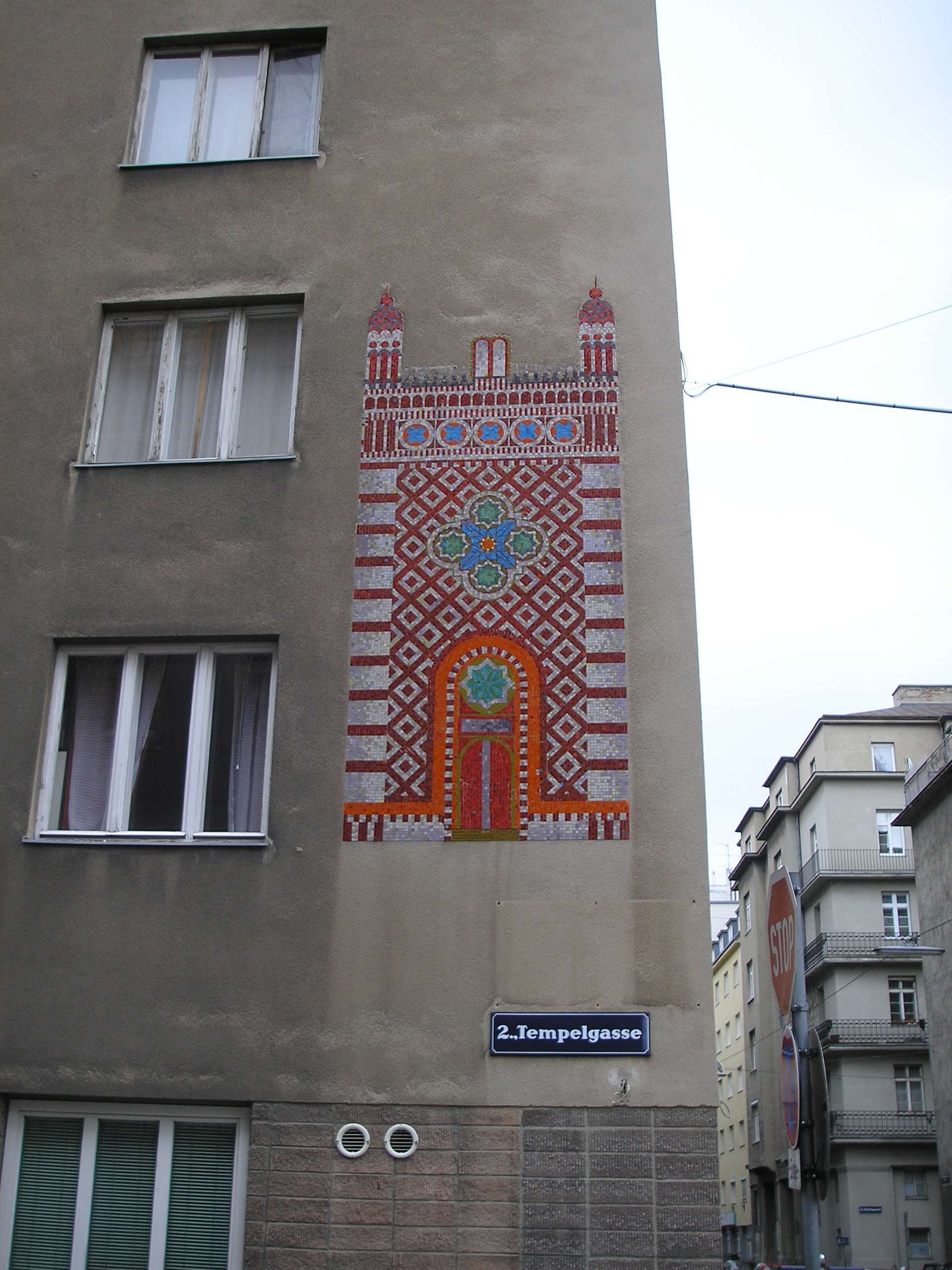
Mosaico all'angolo di via Tempelgasse
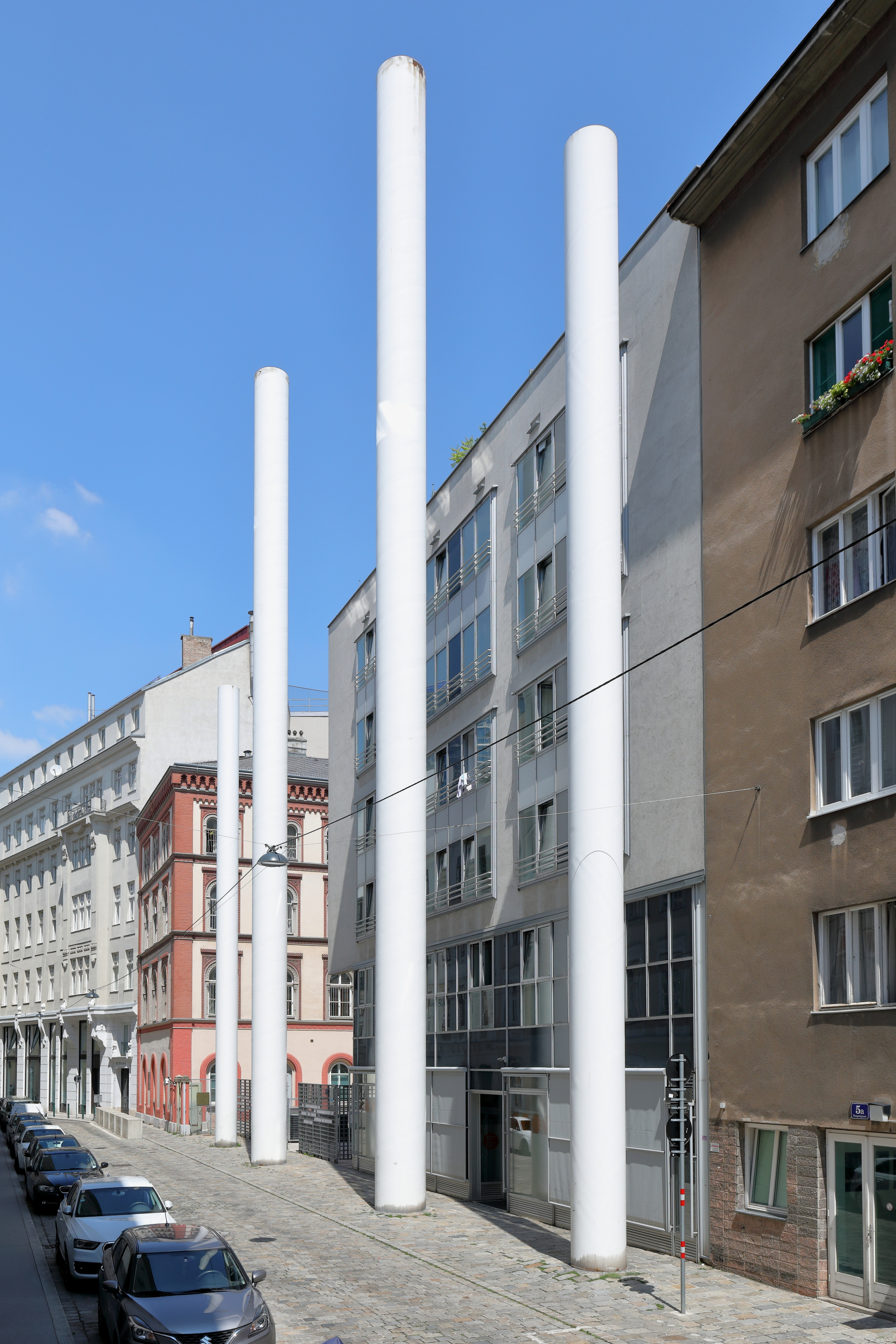
Le "colonne bianche"